# Varkey Vithayathil
Varkey kardinál Vithayathil CSsR (29. května 1927, Parur – 1. dubna 2011, Kóčin) byl vrchní arcibiskup katolické církve syrsko-malabarského ritu, redemptorista, kardinál.

## Kněz
Vstoupil do kongregace redemptoristů, řeholní sliby složil 2. srpna 1947, kněžské svěcení přijal 12. června 1954. Studia si doplnil na Papežské univerzitě Angelicum, kde získal doktorát z kanonického práva. To potom více než čtvrt století přednášel na univerzitě v Bangalore. V letech 1978 až 1984 byl řádovým provinciálem pro Indii a Srí Lanku.

## Biskup
V listopadu 1996 byl jmenován titulárním biskupem Acridy, biskupské svěcení mu udělil papež Jan Pavel II. 6. ledna 1997. Od 23. prosince 1999 byl vrchním arcibiskupem ernakulamsko-angamalským (jako poslední byl jmenován papežem, od roku 2004 však dal Jan Pavel II. syrsko-malabarské katolické církvi právo si svého velkého arcibiskupa volit – papež pak zvoleného pouze potvrdí).

## Kardinál
Při konzistoři v roce 2001 byl jmenován kardinálem. V posledních letech svého života se musel vícekrát postavit proti násilí páchanému na křesťanech indického církevního společenství. Mnohokrát apeloval na státní představitele, aby potírali náboženský fundamentalismus a podporovali náboženskou svobodu tak, jak ji garantuje indická ústava.  Zemřel v dubnu 2011, jeho nástupcem zvolil synod církve George Alencherryho.
K syrsko-malabarské církvi se v indickém státě Kerala hlásí zhruba tři miliony,800tisíc věřících, kterým slouží 40 biskupů a 6,5 tisíce kněží. Od 16. století je v plném společenství s Římem.  Svůj původ odvozuje od hlásání apoštola Tomáše na asijském kontinentě. Jméno církve se odvozuje od regionu Malabra na západním pobřeží Indie a od jejího východosyrského bohoslužebného ritu. 